# Zschornoer Wald
Das Naturschutzgebiet Zschornoer Wald liegt auf dem Gebiet der Gemeinden Jämlitz-Klein Düben, Neiße-Malxetal und Tschernitz im Landkreis Spree-Neiße in Brandenburg.
Das Gebiet mit der Kenn-Nummer 1466 wurde mit Verordnung vom 13. Mai 2002 unter Naturschutz gestellt. Das rund 628 ha große Naturschutzgebiet erstreckt sich nördlich von Zschorno, einem Gemeindeteil von Jämlitz-Klein Düben. Westlich des Gebietes verläuft die B 115 und südwestlich die B 156. Östlich fließt die Lausitzer Neiße und unweit südlich das Föhrenfließ. Am nordöstlichen Rand verläuft die Landesgrenze zu Sachsen und östlich die Staatsgrenze zu Polen.
Zwischen 1972 und 1990 befand sich in diesem Gebiet der Bombenwurf- und Erdschießplatz 31 Jerischke des Flugplatzes Preschen, wodurch heute in diesem Gebiet eine hohe Belastung von Munitionsresten und Blindgängern gegeben ist.